# Bulbophyllum debruynii
Bulbophyllum debruynii är en orkidéart som beskrevs av Johannes Jacobus Smith. Bulbophyllum debruynii ingår i släktet Bulbophyllum och familjen orkidéer. Inga underarter finns listade i Catalogue of Life.